# Arnold Schultze
Arnold Schultze, né le 24 mars 1875 à Cologne et mort le 22 août 1948, à l'île de Madère, est un officier allemand qui fut aussi explorateur, géographe et entomologiste.

## Biographie

### Carrière militaire
Schultze est le fils d'un officier prussien. Après ses études secondaires à Mayence, Coblence et Detmold, il entre dans la carrière militaire. Il est enseigne (aspirant) en 1895 dans un régiment d'artillerie au 1er de Brandebourg, stationné à Brandebourg-sur-la-Havel. Il est nommé lieutenant en 1896. Il est affecté à la suite en 1902 et d&étaché au ministère des Affaires étrangères. Il est envoyé au Kamerun (protectorat allemand du Cameroun) et c'est lui qui marque en 1903-1904 la délimitation des frontières entre le nord du Kamerun et le nord du Nigeria appartenant à l'Empire britannique. Celle-ci passe sur une ligne Yola-lac Tchad. Il est affecté en octobre 1904 au régiment du train, mais il en démissionne en avril 1905 pour entrer dans les troupes coloniales impériales du Kamerun. Il est nommé, le 3 septembre 1906, Oberleutnant. Deux mois plus tard, il démissionne de l'armée pour raisons de santé.

### Travaux scientifiques
Pendant son service au ministère des Affaires étrangères (1902-1903), Schultze assiste aux cours d'astronomie et de botanique de l'université de Göttingen. De même avant et après son service au Kamerun, Schultze étudie au séminaire des langues orientales de l'université Frédéric-Guillaume (Friedrich-Wilhelm) de Berlin (l'actuelle université Humboldt de Berlin). Après avoir démissionné de l'armée, il entreprend des études de géographie et de sciences naturelles à Bonn. Il obtient le titre de docteur en 1910 pour sa thèse sur le sultanat de Bornou, dans la région du lac Tchad et du Soudan central. Il prend part ensuite, en tant que géographe, à l'expédition de 1910-1911 d'Afrique centrale, financée par le duc de Mecklembourg.
Après la Première Guerre mondiale, Schultze  poursuit ses explorations en Afrique centrale et en Amérique du Sud, en particulier pour l'étude des papillons. Son dernier voyage s'effectue en Équateur. Il retourne en Allemagne à bord d'un bateau qui est abordé et coulé le 5 septembre 1939 par le croiseur britannique HMS Neptune au large des Canaries. Ses collections équatoriennes sont perdues. Une malle avec dix-huit mille papillons est cependant sauvée, car elle se trouvait en Colombie et était destinée par la poste au musée d'histoire naturelle de Berlin. Cette collection a été redécouverte en 2006 et présentée au public. Schultze et son épouse Herta sont envoyés par les Anglais à Dakar et internés à Sébikotane. Il est libéré pour raisons de santé (il a soixante-quatre ans) au bout de quelques semaines, ainsi que sa femme et expulsé vers Madère par un bateau portugais. Il demeure à Madère, jusqu'à la fin de sa vie.

## Collections
Sa collection de Rhopalocera d'Afrique (1916) se trouve au musée national d'histoire naturelle de Stuttgart, celles de lépidoptères de Colombie (1920, 1926, 1927) se trouve au musée d'histoire naturelle de Berlin, celles de lépidoptères d'Oubangui (1929, 1931) et du lac Tchad (1932) et d'Équateur (1935, 1939) également au musée d'histoire naturelle de Berlin.

## Œuvres
- (de) Das Sultanat Bornu mit besonderer Berücksichtigung Deutsch-Bornus, thèse de doctorat, Essen, 1910
  - (en), traduction: The Sultanate of Bornu, Londres, Frank Cass, 1968
- (de) Die afrikanischen Seidenspinner und ihre wirtschaftliche Bedeutung, in Zeitschrift für Angewandte Entomologie, volume I, avril 1914, p. 223–231
- (de) Die Charaxiden und Apaturiden der Kolonie Kamerun. Eine zoogeographische und biologische Studie, Berlin, Gesellschaft Naturforschender Freunde zu Berlin, 1916
- (de) Lepidoptera 11. Teil. Ergebnisse der Zweiten Deutschen Zentral Afrika Expedition, vol. , 1920, p. 639-837
- (de) Die wichtigsten Seidenspinner Afrikas, unter besonderer Berücksichtigungder Gesellschaftsspinner nach dem heutigen Stand der Wissenschaft, Berlin, Radetski, 1920
- (de) Die ersten Stände von drei kolumbianischen hochandinen Satyriden, in Deutsche Entomologische Zeitschrift Iris, vol. 43, 1929
- (de) Die ersten Stände von zwei Heteroceren aus Äquatorial Afrika, idem, vol. 45, 1931